# Joseba Beloki Dorronsoro
Joseba Beloki Dorronsoro (Lazkao, Guipúscoa, 12 d'agost de 1973) és un ciclista basc que fou professional entre 1998 i 2006. Destacà com a bon escalador i contrarellotgista d'alt nivell, especialitzat en voltes per etapes.

## Biografia
Beloki ha aconseguit pujar al podi del Tour de França en tres ocasions: segon el 2002 i tercer el 2000 i 2001. En la Volta a Espanya fou tercer el 2002 i vestí el mallot de líder durant tres dies el 2001. És, conjuntament amb Federico Martín Bahamontes i Pedro Delgado, el segon ciclista espanyol amb més podis del Tour de França, només superats pels 5 de Miguel Indurain. És un dels 4 ciclistes espanyols, conjuntament amb Luis Ocaña (1973), Pedro Delgado (1989) i Miguel Indurain (1991) que ha aconseguit finalitzar en el podi de la Volta a Espanya i el Tour en el mateix any (2002). Entre les seves victòries hi trobem la Volta a Astúries del 2000, la Volta a Catalunya del 2001 i la Clàssica d'Alcobendas del 2003.

### Després de retirar-se
Actualment, escriu en la revista Ciclismo a Fondo i col·labora amb Ràdio Euskadi com a comentarista en la retransmissió radiofònica de diverses carreres ciclistes. En l'actualitat és director de l'equip Sub-23 Cafés Baqué.

## Resultats
- 1996
  - 1r a la Santikutz Klasika
- 2000
  - 1r a la Volta a Astúries i vencedor d'una etapa
  - Vencedor d'una etapa del Tour de Romandia
- 2001
  -  1r a la Volta a Catalunya i vencedor de 2 etapes
- 2002
  - 1r a l'Escalada a Montjuïc
  - Vencedor d'una etapa de l'Euskal Bizikleta
- 2003
  - 1r a la Clàssica d'Alcobendas
  - Vencedor d'una etapa de l'Euskal Bizikleta

### Tour de França
- 2000. 3r de la classificació general
- 2001. 3r de la classificació general
- 2002. 2n de la classificació general
- 2003. Abandona
- 2005. 75è de la classificació general

### Volta a Espanya
- 1999. Abandona
- 2001. Abandona.  Mallot or durant 3 etapes
- 2002. 3r de la classificació general,  Mallot or durant 4 etapes
- 2004. Abandona
- 2005. 39è de la classificació general

### Giro d'Itàlia
- 2005. Abandona (13a etapa)